# أندريه ستولياروف
أندريه ستولياروف (بالروسية: Столяров, Андрей Юрьевич) مواليد 9 يناير 1977 في سوتشي، الاتحاد السوفيتي، هو لاعب كرة مضرب روسي سابق بدأ مسيرته كمحترف سنة 1995 وكان يلعب باليد اليمنى، اعتزل اللعب في 2008. أعلى تصنيف له في الفردي كان المركز الـ 71 في سنة 2001.

## روابط خارجية
- أندريه ستولياروف على موقع رابطة محترفي التنس (الإنجليزية)
- أندريه ستولياروف على موقع الاتحاد الدولي لكرة المضرب (الإنجليزية)
- أندريه ستولياروف على موقع كأس ديفيز (الإنجليزية)
- أندريه ستولياروف على موقع خلاصة التنس.كوم (الإنجليزية)